# Chalamera (kommunhuvudort)
Chalamera är en kommunhuvudort i Spanien.   Den ligger i provinsen Provincia de Huesca och regionen Aragonien, i den nordöstra delen av landet, 300 km öster om huvudstaden Madrid. Chalamera ligger 180 meter över havet och antalet invånare är 156.
Terrängen runt Chalamera är huvudsakligen platt. Chalamera ligger nere i en dal. Runt Chalamera är det glesbefolkat, med 17 invånare per kvadratkilometer. Närmaste större samhälle är Belver, 3,3 km norr om Chalamera. Trakten runt Chalamera består till största delen av jordbruksmark.